# Oriveden Ponnistus
Oriveden Ponnistus est un club finlandais de volley-ball fondé en 1908 et basé à Orivesi évoluant pour la saison 2019-2020 en LML.

## Palmarès
- Championnat de Finlande[2]
  - Vainqueur : 1997.
  - Finaliste : 1998, 2005, 2008, 2009, 2011, 2014[3]
- Coupe de Finlande[2]
  - Vainqueur : 1996, 1997, 2018[4]
  - Finaliste : 2010, 2011

## Effectifs

### Saison 2020-2021
| No                                           | Nom                                          | Date de naissance                            | Taille                         | Poids                          | Poste                          |
| -------------------------------------------- | -------------------------------------------- | -------------------------------------------- | ------------------------------ | ------------------------------ | ------------------------------ |
| 1                                            | Kaisa Nyman                                  | 23 août 1983                                 | 186                            | 88                             | Centrale                       |
| 2                                            | Anastasia Boricheva                          | 9 décembre 1997                              | 181                            | 68                             | Centrale                       |
| 3                                            | Netta Rekola                                 | 21 décembre 2000                             | 183                            |                                | Centrale                       |
| 4                                            | Ava Leiniö                                   | 30 juillet 2002                              | 171                            |                                | Réceptionneuse-attaquante      |
| 5                                            | Saara Holm                                   | 7 janvier 1998                               | 179                            | 60                             | Attaquante                     |
| 6                                            | Emilia Putkisaari                            | 13 juin 1998                                 | 167                            | 55                             | Libero                         |
| 7                                            | Annukka Paloniemi                            | 8 janvier 1996                               | 178                            | 70                             | Attaquante                     |
| 9                                            | Ada Aronen                                   | 1er janvier 2003                             | 177                            |                                | Attaquante                     |
| 10                                           | Sanna Häkkinen                               | 19 mars 1990                                 | 174                            | 55                             | Libero                         |
| 11                                           | Lotta Kukkonen                               | 13 mars 2002                                 | 171                            | 58                             | Passeuse                       |
| 14                                           | Isidora Ubavić                               | 6 octobre 1999                               | 184                            | 75                             | Réceptionneuse-attaquante      |
| 20                                           | Nea Luntamo                                  | 3 juillet 1999                               | 178                            | 67                             | Passeuse                       |
|                                              |                                              |                                              |                                |                                |                                |
| Encadrement technique                        | Encadrement technique                        |                                              | Légende                        | Légende                        | Légende                        |
| Entraîneur : Sotiris Gkotsis                 | Entraîneur : Sotiris Gkotsis                 | Entraîneur : Sotiris Gkotsis                 | : Capitaine                    | : Capitaine                    | : Capitaine                    |
| Entraîneur(s) adjoint(s) : Nikolaos Gitzekos | Entraîneur(s) adjoint(s) : Nikolaos Gitzekos | Entraîneur(s) adjoint(s) : Nikolaos Gitzekos | : Joueuse blessée actuellement | : Joueuse blessée actuellement | : Joueuse blessée actuellement |